# 科蘇湖

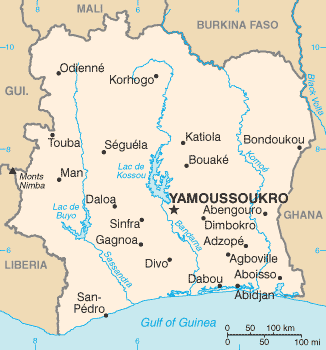
科蘇湖位置

科蘇湖是科特迪瓦境內最大的湖泊，位於該國中部邦達馬河的河道上。科蘇湖是人工湖，在1973年因興建科蘇水壩而創建，當時有85,000居民需要遷居。该国的湖泊区得名自此湖。

## 外部連結
- Ivory Coast energy （页面存档备份，存于）